# هانوماگ
هانوماگ (به انگلیسی: Hanomag) که علامت اختصاری عبارت (به انگلیسی: Hannoversche Maschinenbau Actien-Gesellschaft) می‌باشد. هانوماگ یک تولید کننده لوکوموتیوهای بخار و تراکتور و ماشین آلات سنگین و خودروهای نظامی در هانوفر آلمان بود. هانوماگ شهرت بین‌المللی اولیه خود را قبل از جنگ جهانی اول با ارائه فراوان و تولید انبوه لوکوموتیوهای بخار برای فنلاند، رومانی و بلغارستان بدست آورد. در سال ۱۹۲۵ خط تولید اتومبیل هانوماگ راه اندازی گردید. در سال ۱۹۳۳ کار تولید ماشین آلات ماشین‌آلات سنگین عمرانی را آغاز نمود، از سال ۱۹۸۹ هانوماگ تبدیل به بخشی از شرکت کوماتسو شده‌است و اکنون بخشی از این شرکت می‌باشد.

## قدمت
قدمت این کمپانی به سال ۱۸۳۵ برمی گردد وقتی که گئورگ اگستورف در لیندن در نزدیکی هانوفر یک تولیدی بنام Eisen-Giesserey und Maschinenfabrik تأسیس کرد که هدف آن تولید موتوهای کوچک بخار بود. آن‌ها به زودی ساخت ماشین آلات کشاورزی را شروع کردند و در سال ۱۸۴۶ اولین لوکوموتیو راه آهن خود را برای راه آهن سلطنتی دولتی هانوفر تولید کردند.

## لوکوموتیوها
تولید لوکوموتیوهای بخار هانوماگ بین سال‌های 1846 و 1931 صورت میگرفت. که تولید قطارها به شرکت هنشل فروخته شد.

## خودروهای نظامی

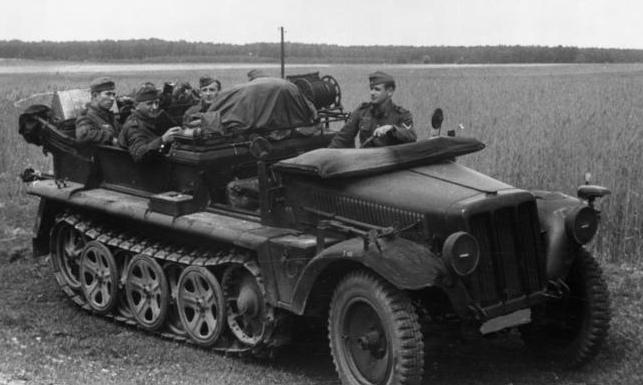
نفربر نیمه کششی آلمانی SdKfz 10 هانوماگ MNH (روسیه ژوئن 1941)

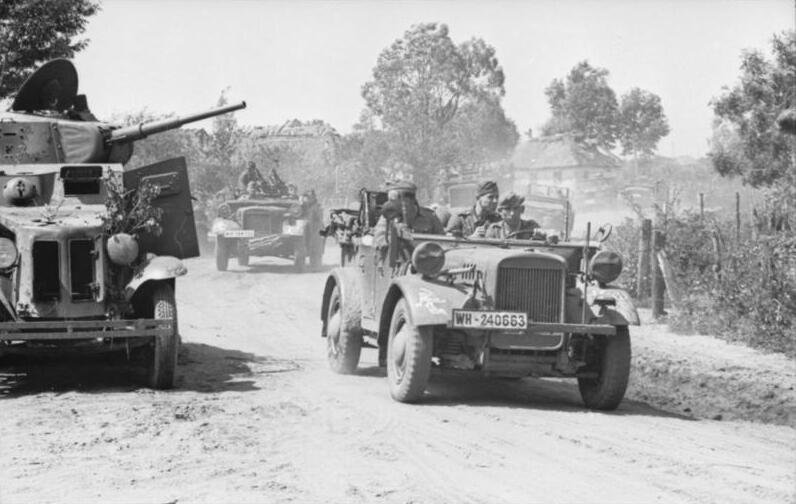
یک خودرو قدیمی نظامی سبک

در سال 1934 هانوماک بخشی از صنایع فولاد متحده آلمان گردید.

### خودرو های کشنده

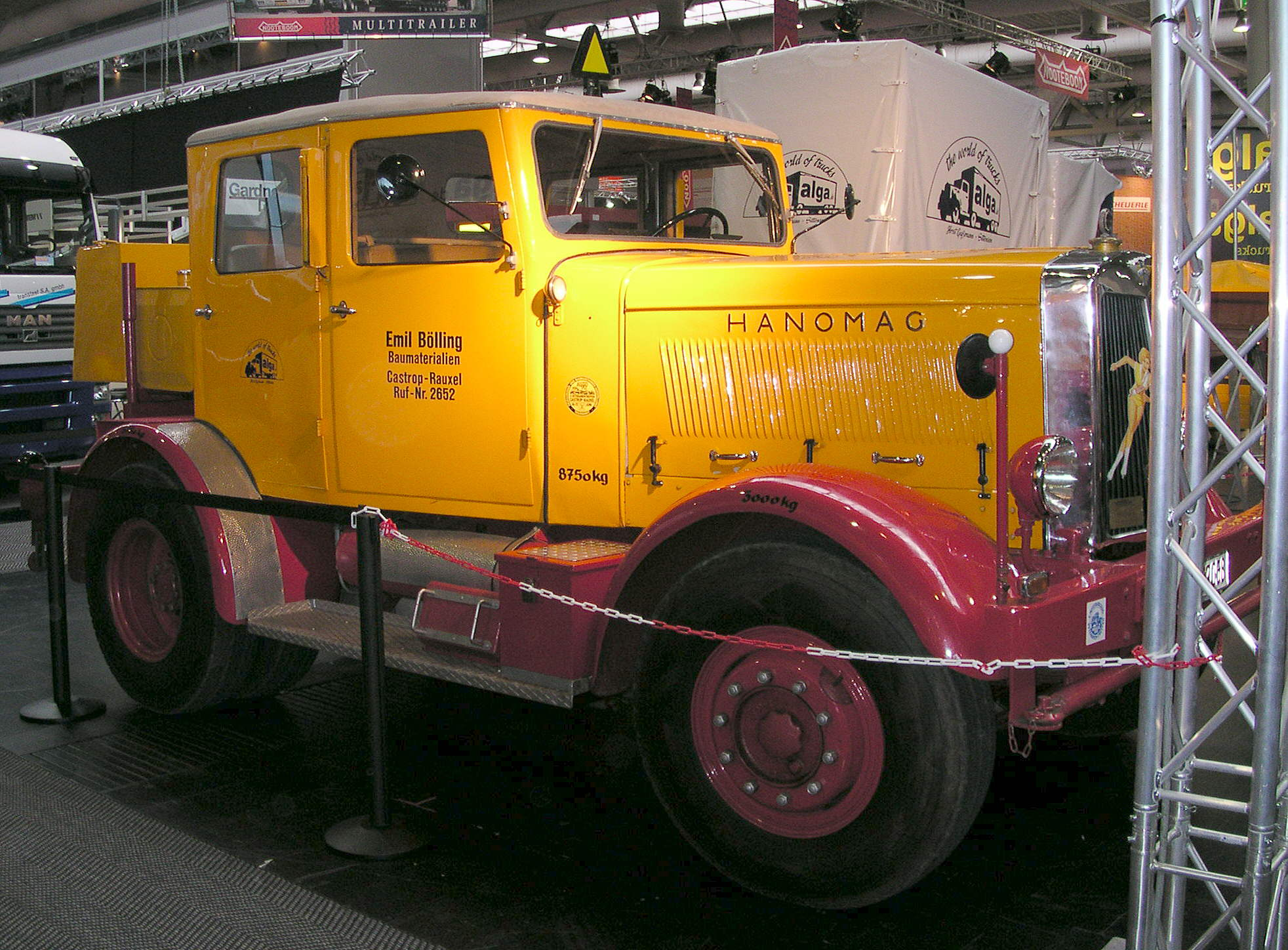
کشنده ST 100 هانوماگ.

### تراکتورهای کشاورزی

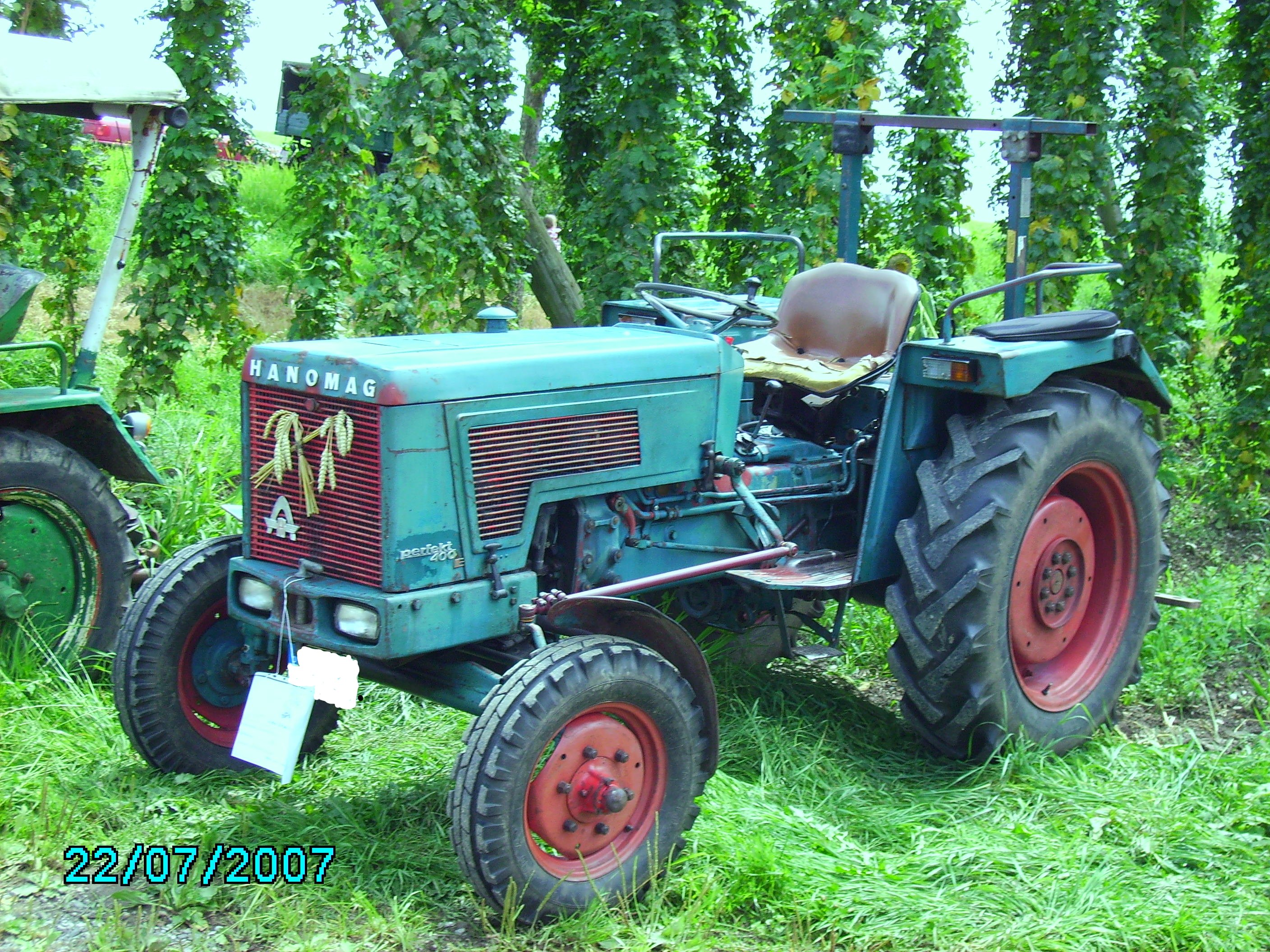
تراکتور کشاورزی Perfekt 400e

### سایر خودروها

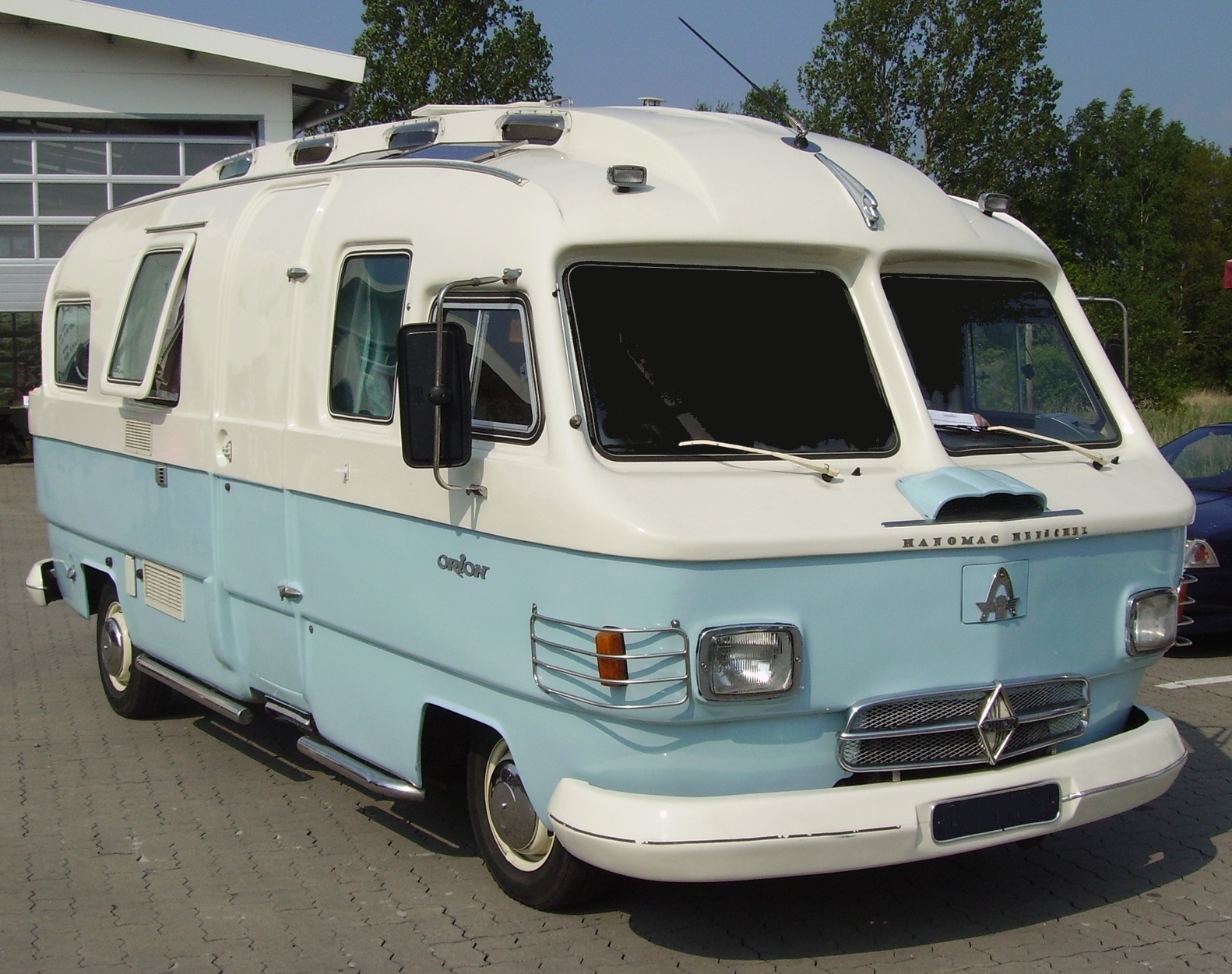
یک خودرو هانوماگ